# Basilique Sainte-Marguerite de Cortone
La basilique Sainte- Marguerite est une église catholique romaine de style néo-gothique, située  à l'extérieur de la ville de Cortone, en Italie, dédiée à une sainte originaire de la ville, Marguerite de Cortone.
L'église a été élevée au rang de basilique mineure en 1927. Derrière l'église se trouvent le clocher (1650) et un monastère de l'ordre franciscain.

## Histoire
L'église était  le site d'un petit oratoire dédié à San Basilio, construit par des moines camaldules au XIe siècle. Endommagé lors du siège de la ville par Arezzo en 1258, l'église et le couvent adjacent sont reconstruits en 1288 par le vouloir de Marguerite de Cortone, tertiaire franciscaine, dédiée aux saints Basile, Gilles l'Ermite et Catherine d'Alexandrie. L'oratoire situé à côté d'une petite chapelle dédiée à saint Basile mesurait alors 15 m de long . Marguerite meurt en 1297 dans une chambre derrière la vieille église où elle vécut les dernières années et a été enterrée dans un mur de la chapelle Saint-Basile. Cette salle correspond à l'emplacement actuel du 3e autel à gauche de la nef. En 1330, les Cortonais construisent une église plus grande conçue par Giovanni Pisano afin d' abriter les reliques, exhumées en 1456, devenues  objet de vénération. L'ancienne église fait désormais partie de la nef de la nouvelle structure, longue de 30 m. La sainte est canonisée en 1728.
L'église fait l'objet de remaniements  en 1738 et en 1874-1878. De l'église primitive ne subsistent que le chœur et deux voûtes, la deuxième et la troisième de la nef centrale. L'église, de style néogothique, est l'œuvre d' Enrico Presenti (it) et Mariano Falcini (it) . La façade a été conçue par Domenico Mirri (it) (1856-1939) et achevée par Giuseppe Castellucci.

## Intérieur
À gauche du transept, le  mausolée en marbre , réalisé par des ateliers siennois, et le coffret en argent de la sainte (1774)  près de l'autel principal, exposant son corps intact, ont été conçus par Pierre de Cortone.  Le retable principal abritait une Déposition de Luca Signorelli, désormais conservée au musée diocésain.  Dans une niche à droite, la statue en marbre (1781) de la sainte a été sculptée par Vincenzo Pacetti (it) . 
Le deuxième autel à droite comporte un retable représentant la Vierge et sainte Élisabette de Hongrie, de Jacopo Chimenti provenant de l'nncienne église san Agostino de Cortone. Sur un autel à droite se trouve un crucifix en bois du XIIIe siècle, provenant de l'église Saint-François de Cortone. Sur les murs latéraux droits se trouvent des reliques et des étendards offerts par les Chevaliers de Malte stationnés à Cortone.  Dans la nef de gauche, se trouve une chapelle décorée avec des fresques d' Osvaldo Bignami à la mémoire des Cortonais tombés au combat. Le premier autel à gauche comportait un retable représentant les saints Louis de Toulouse, François, Dominique et Marguerite de Francesco Vanni.  et le deuxième autel  un tableau représentant le Massacre des Innocents de Pietro Giannotti (it). 
Des fragments d'une fresque de l'église, attribuée à Pietro Lorenzetti, sont conservés au Musée diocésain. D'autres fresques du XIVe siècle, dont une de Barna da Siena ont disparu. D'autres toiles qui se trouvaient à l’intérieur sont dispersées.

Intérieur
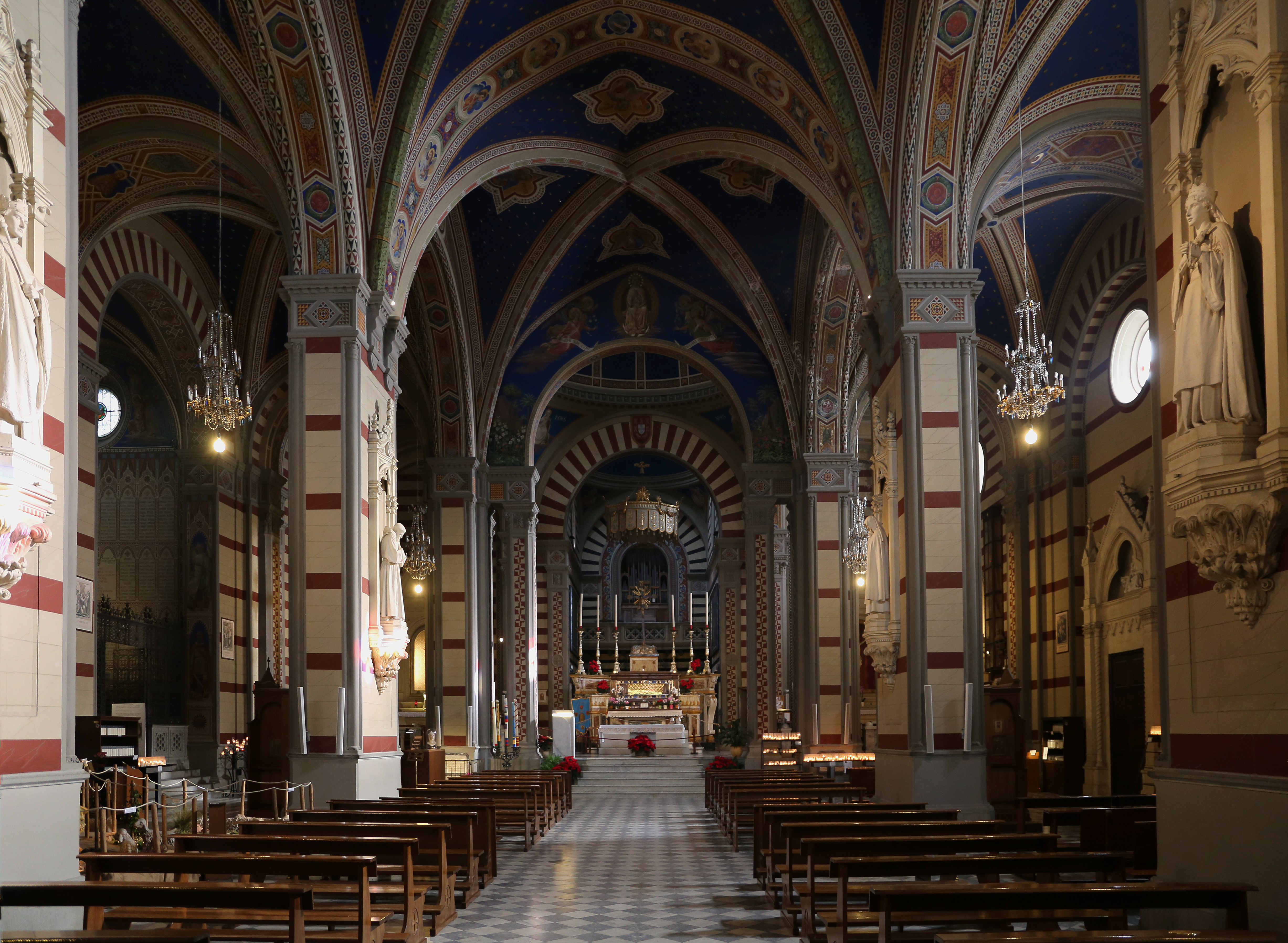
Intérieur de l'église.
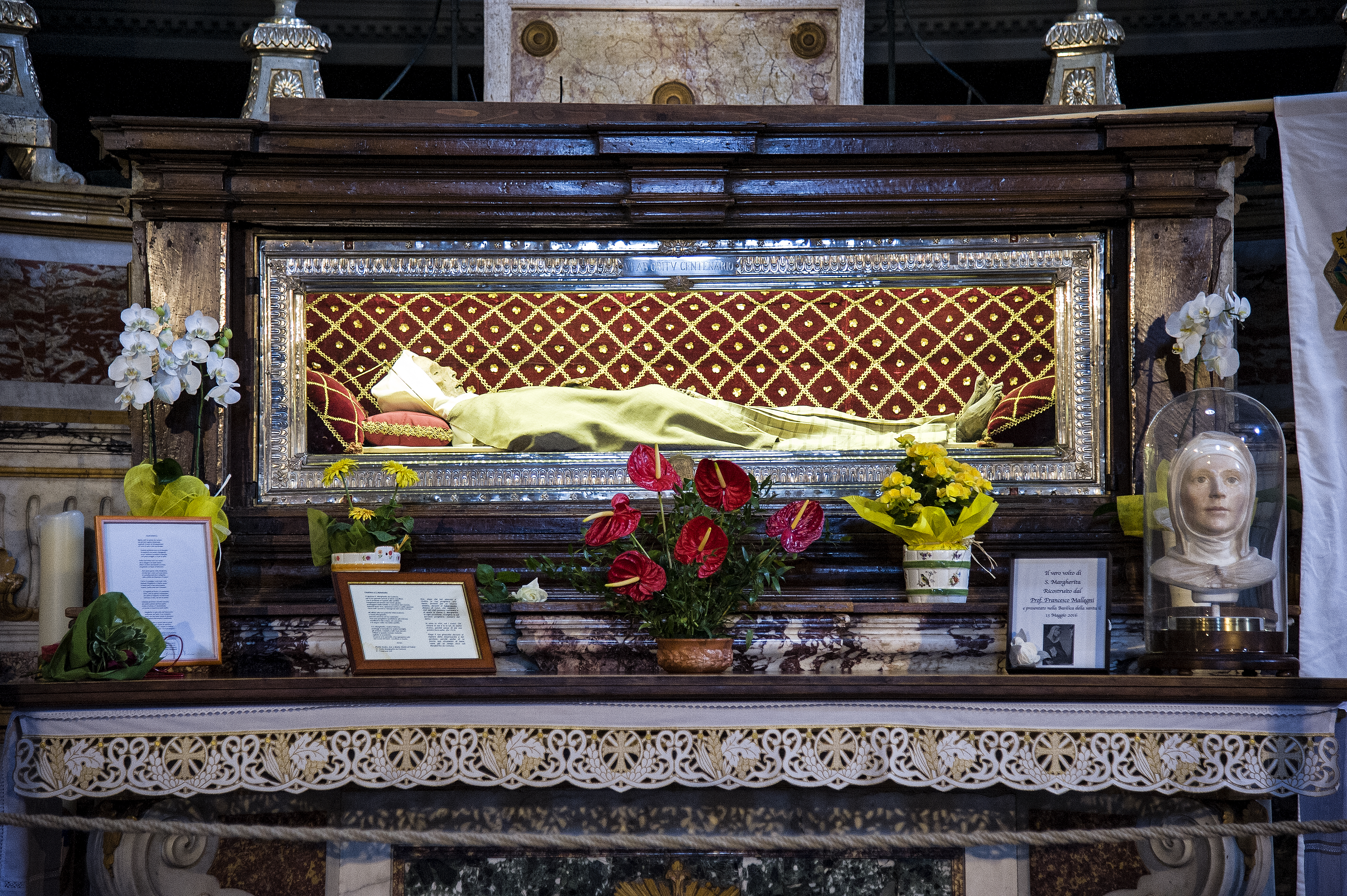
Reliques de Sainte-Marguerite.